# Euphaedra schultzei
Euphaedra schultzei är en fjärilsart som beskrevs av August Wilhelm Knoch 1927. Euphaedra schultzei ingår i släktet Euphaedra och familjen praktfjärilar. Inga underarter finns listade i Catalogue of Life.